# Surfing with the Alien
Surfing With the Alien é o segundo álbum do guitarrista de rock instrumental Joe Satriani, lançado em 1987. Em 2007, em comemoração aos 20 anos do álbum, houve um relançamento com as musicas remasterizadas, intitulado Surfing With the Alien - Legacy Edition.
Foi eleito pela revista Guitar World como o 2o melhor álbum dos anos 80. Em 2011, os eleitores da revista já o haviam elegido como o melhor álbum de 1987.
Em uma entrevista dada a revista Guitar World, em 2009, Satriani comentou sobre o nome do álbum e sua capa:
| “ | "O nome do álbum já tinha sido escolhido e seria Lords Of Karma. Foi então que nós gravamos a canção Surfing With The Alien contendo todos aqueles ruídos de avião-a-jato que percebemos que "Surfing" foi a canção que resumiu bem o sentimento de todo o álbum. Sobre a capa com o Surfista Prateado foi puramente por acidente. Ela surgiu porque o gerente de produto da Relativity Records, Jim Kozlowski, costumava ser chamado de O Surfista Prateado, quando ele era um DJ em Boston. Quando eu entreguei o registro, ele disse: "Este é um grande título. Devemos colocar o Surfista Prateado na capa." Eu não tinha idéia do que ele estava falando. Eu literalmente não sabia nada sobre o personagem de quadrinhos." | ” |

## O Álbum

### Antecedentes e composição
O álbum foi gravado com um orçamento de US$13.000. O equipamento de Satriani era limitado pelo orçamento, consistindo em duas guitarras Kramer Pacer e uma guitarra Stratocaster adaptada, para a qual ele trocava os captadores para obter sons diferentes. Para economizar dinheiro, o álbum usou muito as baterias eletrônicas, programadas por Bongo Bob Smith, com Jeff Campitelli gravando overdubs de pratos, pratos, toms e caixas. Satriani afirmou que isso deu à música um "charme estranho" e manteve a combinação de tocar guitarra solta e programação de bateria semelhante a uma máquina. "Satch Boogie" é a única música com bateria totalmente ao vivo, tocada por Campitelli.
A influencia pelo heavy metal pode ser vista em "Crushing Day", que contém o único solo do álbum que foi trabalhado de antemão, devido à sua duração; os outros são improvisados. Satriani lamentou essa decisão mais tarde, pois se sentiu constrangido ao ter que tocar a música no palco.
Um Casio CZ-101 foi usado para gravar a flauta e instrumentos orquestrais em "Midnight".
O álbum contém ainda canções rápidas e complexas, como a faixa-título e "Satch Boogie", que ajudou a popularizar a guitarra fragmentada durante esse tempo. Em contraste, canções melódicas mais lentas como "Always With Me, Always With You" e "Echo" proporcionam uma mudança de ritmo. "Midnight" utiliza a técnica de tapping com as duas mãos em ritmo alto, evocando um efeito de estilo de fingerstyle espanhol. "Ice 9" faz referência à substância apocalíptica fictícia do romance Cat's Cradle de Kurt Vonnegut de 1963.

### Capa
A arte da capa do lançamento original mostra o personagem Surfista Prateado da Marvel Comics na frente, com a mão de Galactus na capa interna. A obra de arte, que foi licenciada pela editora, foi tirada de um quadro de Silver Surfer # 1 (1982), desenhado por John Byrne. Byrne não recebeu royalties pelo uso da arte na capa do álbum. Satriani não estava familiarizado com o Surfista Prateado e havia nomeado o álbum e a faixa-título sem o personagem em mente. No entanto, Jim Kozlowski, o gerente de produção da Relativity Records, era fã de quadrinhos e usava o apelido "The Silver Surfer" como nome de DJ de rádio. Ele sugeriu usar o personagem para a capa do álbum. Kozlowski apresentou o álbum à Marvel e obteve permissão para usar o personagem. Posteriormente, a Marvel Comics prestou homenagem a Satriani nos quadrinhos do Surfista ("o planeta Satriani") e Satriani nomeou composições posteriores com base em outros elementos dos mitos do surfista prateado ("Back to Shalla-Bal", "The Power Cosmic 2000").
A licença original para usar a arte do personagem era limitada no tempo. Embora a licença tenha sido renovada várias vezes, em 2018, Satriani e a Marvel não conseguiram chegar a um acordo sobre o preço e, portanto, a arte da capa teve de ser substituída. A partir de 2018, varejistas digitais como iTunes e Spotify exibem uma arte alternativa que não apresenta o Surfista Prateado. Em 2019, uma edição deluxe limitada do álbum foi lançada com um cabeçote de guitarra prateado no lugar do Surfista. O fundo e a fonte desta nova arte são muito semelhantes as do original, com pequenas diferenças.

### Receptividade
Lançado em 15 de outubro de 1987, pela Relativity Records, Surfing with the Alien alcançou a posição 29 na Billboard 200, o que faz deste o terceiro álbum de maior sucesso de Satriani nos Estados Unidos. Permaneceu na Billboard 200 por 75 semanas, o período mais longo de qualquer um de seus lançamentos. [20] Surfing with the Alien recebeu uma certificação de Ouro em 17 de fevereiro de 1989 e Platina em 3 de fevereiro de 1992, tendo vendido um milhão de cópias nos Estados Unidos. Foi o primeiro álbum de Satriani a receber o certificado de platina, e continua sendo seu único álbum de estúdio a fazê-lo.
Dois singles do álbum alcançaram a parada de rock mainstream da Billboard: "Satch Boogie" em 22º e “Surfing With The Alien” em 37º. Um terceiro single, "Always With Me, Always With You", recebeu uma indicação para Melhor Performance Instrumental Pop no Grammy Awards de 1989, enquanto o álbum em si foi indicado para Melhor Performance Instrumental de Rock no mesmo evento. Versões ao vivo de "Always With Me, Always With You" seriam mais tarde indicadas para Melhor Rock Instrumental duas vezes, nos Grammys de 2002 e 2008.

### Crítica
| Críticas profissionais        | Críticas profissionais |
| Avaliações da crítica         | Avaliações da crítica  |
| Fonte                         | Avaliação              |
| ----------------------------- | ---------------------- |
| Allmusic                      | [ 15 ]                 |
| Enjoy The Music Magazine      | [ 16 ]                 |
| Encyclopedia of Popular Music | [ 17 ]                 |
| The Rolling Stone Album Guide | [ 18 ]                 |
| The Village Voice             | C+                     |

Em uma crítica contemporânea para The Village Voice, o crítico musical Robert Christgau sarcasticamente se referiu a Satriani como "o mais recente deus da guitarra" e sentiu que ele é formalista demais, porque ele não apenas compõe, mas edita suas melodias de violão: "Assim, ele oferece ambas proezas que os cultistas exigem e o conforto que secretamente desejam". Em uma revisão retrospectiva para AllMusic, Stephen Thomas Erlewine ficou mais impressionado com suas habilidades técnicas e elogiou Surfing with the Alien, escrevendo que "pode ser visto como o padrão ouro para tocar guitarra de meados ao final dos anos 80, um álbum que captura tudo o que havia de bom nos dias de glória da destruição". De acordo com The Rolling Stone Album Guide (1992), o álbum "colocou Satriani de vez no mapa. Muito bem tocado e com ritmo adequado, ele consegue capturar todo o gelo fogo do jazz fusion sem perder o poder visceral do rock & roll".

### Faixas
Todas as músicas compostas por Joe Satriani.
| N.º            | Título                            | Duração |  |
| 1.             | "Surfing With The Alien"          | 4:25    |  |
| 2.             | "Ice 9"                           | 4:00    |  |
| 3.             | "Crushing Day"                    | 5:14    |  |
| 4.             | "Always With Me, Always With You" | 3:22    |  |
| 5.             | "Satch Boogie"                    | 3:13    |  |
| 6.             | "Hill of the Skull"               | 1:48    |  |
| 7.             | "Circles"                         | 3:28    |  |
| 8.             | "Lords of Karma"                  | 4:48    |  |
| 9.             | "Midnight"                        | 1:42    |  |
| 10.            | "Echo"                            | 5:37    |  |
| Duração total: | Duração total:                    | 37:37   |  |

### Créditos
- Joe Satriani - Guitarra,Baixo,Bateria,Teclado
- Bongo Bob Smith - Bateria eletrônica, Percussão
- Jeff Campitelli - Bateria, Percussão
- John Cuniberti - Percussão
- Jeff Kreegar - Pré-produção
- Bernie Grundman - Masterização

Todas as músicas públicadas por Strange Beautiful Music/ASCAP

Produzido por Joe Satriani e John Cuniberti

Masterizado por John Cuniberti

## Prêmios e Indicações

### Álbum
| Ano  | Prêmio               | Indicação                    | Resultado             | Ref.          |
| ---- | -------------------- | ---------------------------- | --------------------- | ------------- |
| 1989 | Grammy Awards        | Best Rock Instrumental Album | Indicado              | [ 20 ]        |
| 2010 | Revista Guitar World | Top 10 Classic Shred Albums  | Incluído - 6a posição | [ 21 ] [ 22 ] |

### Canções
| Ano  | Canção                          | Prêmio        | Indicação                          | Resultado |
| ---- | ------------------------------- | ------------- | ---------------------------------- | --------- |
| 1989 | Always With Me, Always With You | Grammy Awards | Best Rock Instrumental Performance | Indicado  |

## Paradas Musicais
Este foi o primeiro álbum de rock instrumental a aparecer no "Mainstream Top 40"

### Álbum
| Ano       | Ranking                                 | Posição |
| --------- | --------------------------------------- | ------- |
| 1987-1990 | The Billboard 200                       | 29      |
| 1987-1990 | (RPM)                                   | 53      |
| 1987-1990 | Official New Zealand Music Chart (RMNZ) | 16      |

### Músicas
| Ano  | Música                 | Ranking                              | Posição |
| ---- | ---------------------- | ------------------------------------ | ------- |
| 1988 | Satch Boogie           | Billboard Hot Mainstream Rock Tracks | #22     |
| 1988 | Surfing with the Alien | Billboard Hot Mainstream Rock Tracks | #37     |

### Certificações
| Região | Certificação | Unidades Vendidas |
| ------ | ------------ | ----------------- |
| (ARIA) | ouro         | 35,000^           |
| (BPI)  | Prata        | 60,000^           |
| (RIAA) | Platina      | 1,000,000^        |

## Re-Edição de 2007
Em 07 de Agosto de 2007, em comemoração aos 20 anos do álbum, houve um relançamento deste álbum, com as musicas remasterizadas. O álbum recebeu o selo da Epic/Legacy, e incluiu um DVD trazendo o show realizado no Montreux Jazz Festival em 14 de julho de 1988, até então inédito, intitulado "Joe Satriani: Live at Montreux". Na ocasião, Satriani tocou juntamente com o baixista Stu Hamm e o baterista Jonathan Mover.
| “ | "Foi a primeira vez que viajei para a Europa. Não tem nada a ver com o que toco hoje, mas para mim é um documento histórico, cuja energia bruta aprendi a gostar. Ajustamos a qualidade sonora de forma a tentar trazer para o DVD toda a energia que sentimos no palco naquela noite." | ” |

Um encarte com anotações do guitarrista fecha o lançamento.

### Faixas
Todas as faixas compostas por Joe Satriani
| N.º            | Título                            | Duração |  |
| 1.             | "Surfing With The Alien"          | 4:25    |  |
| 2.             | "Ice 9"                           | 4:00    |  |
| 3.             | "Crushing Day"                    | 5:14    |  |
| 4.             | "Always With Me, Always With You" | 3:22    |  |
| 5.             | "Satch Boogie"                    | 3:13    |  |
| 6.             | "Hill of the Skull"               | 1:48    |  |
| 7.             | "Circles"                         | 3:28    |  |
| 8.             | "Lords of Karma"                  | 4:48    |  |
| 9.             | "Midnight"                        | 1:42    |  |
| 10.            | "Echo"                            | 5:37    |  |
| Duração total: | Duração total:                    | 37:37   |  |

### Faixas do DVD
1.	"Ice 9"

2.	"Memories"
	
3.	"Midnight"
	
4.	"Rubina"
	
5.	"Circles"
	
6.	"Lords of Karma"
	
7.	"Bass solo"
	
8.	"Echo"
	
9.	"Hordes of Locusts"
	
10.	"Always With Me, Always With You"
	
11.	"Satch Boogie"

12.	"Satch Boogie" (videoclipe musical)	 

13.	"Always With Me, Always With You" (videoclipe musical)
	
14.	"Bonus: Entrevista com Nigel Tufnel"

#### Créditos
| CD - Joe Satriani - Guitarra,Baixo,Bateria, Teclado, Produção - Bongo Bob Smith - Bateria,Percussão - Jeff Campitelli - Bateria,Percussão - John Cuniberti - Percussão, Masterização, Produção | DVD - Joe Satriani - guitarras - Stuart Hamm - baixo - Jonathan Mover - baterias |

Todas as músicas públicadas por Strange Beautiful Music/ASCAP

Produzido por Joe Satriani e John Cuniberti

Masterizado por John Cuniberti

### Paradas Musicais

#### Álbum
| Ano  | Ranking     | Posição |
| ---- | ----------- | ------- |
| 2007 | ARIA Charts | 10      |